# Robinson R44

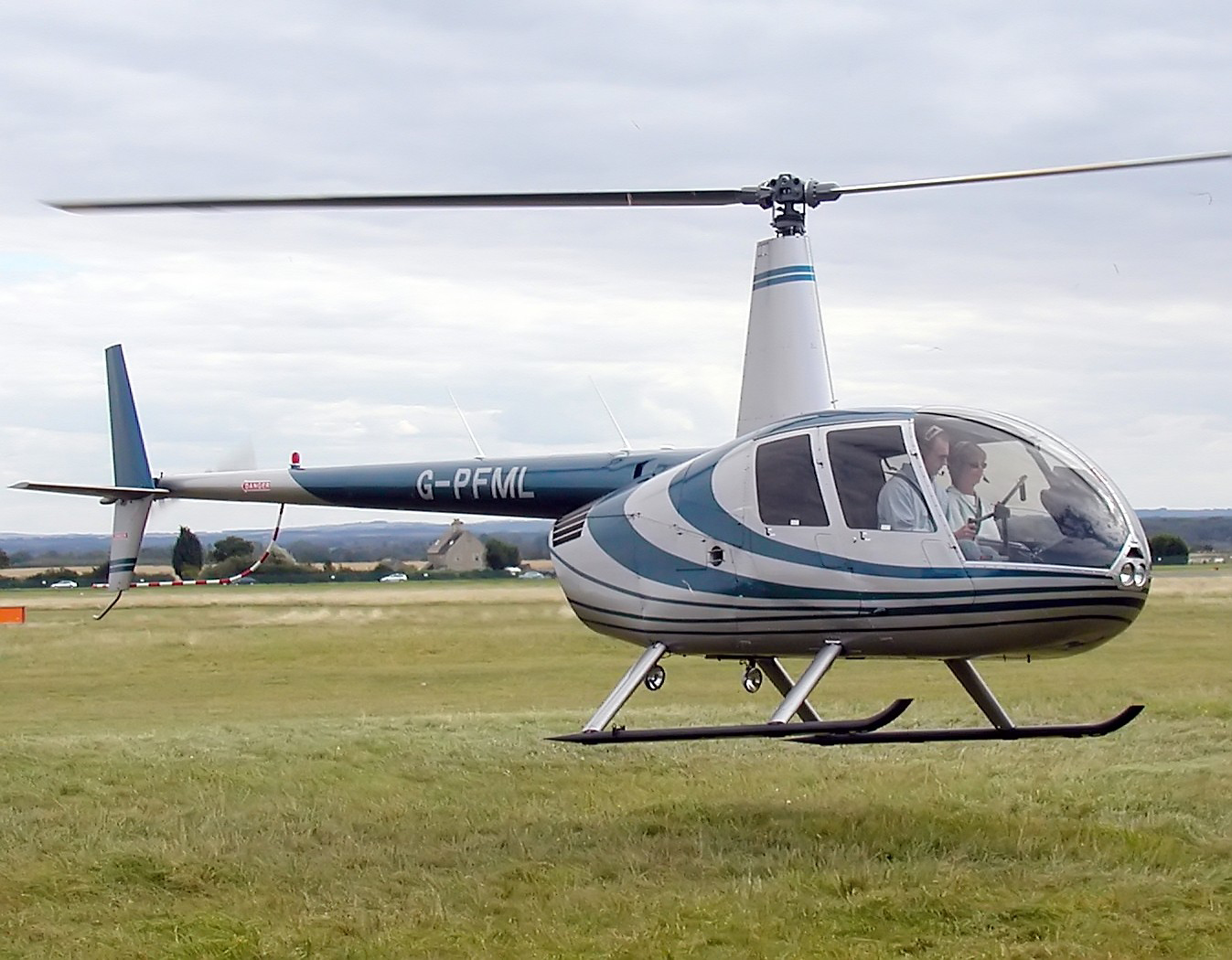
Un R44 Astro, la prima versione prodotta

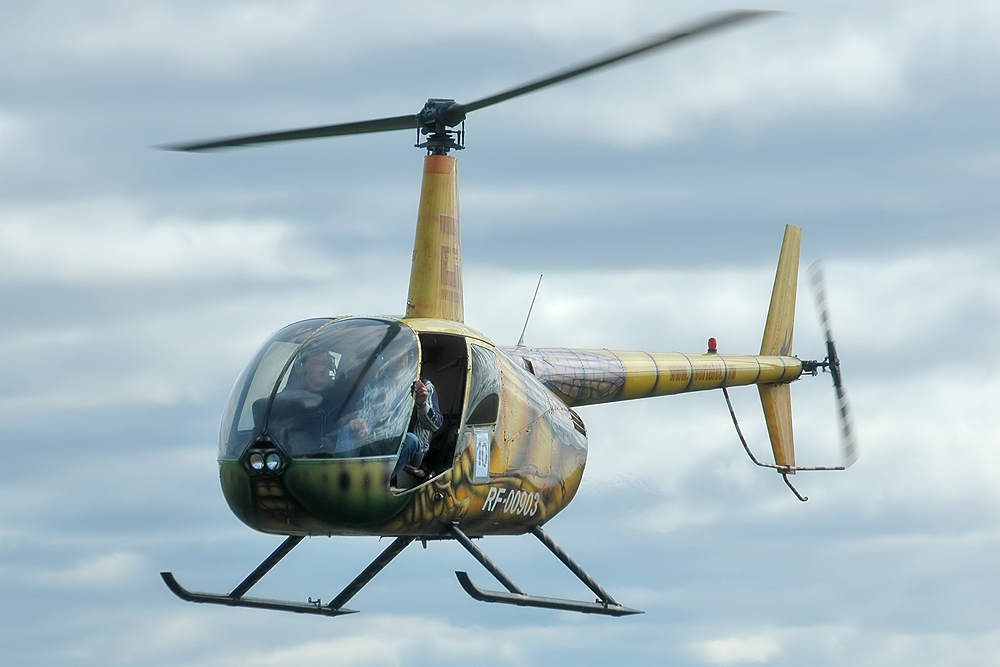
Un R44 in una curiosa livrea personalizzata

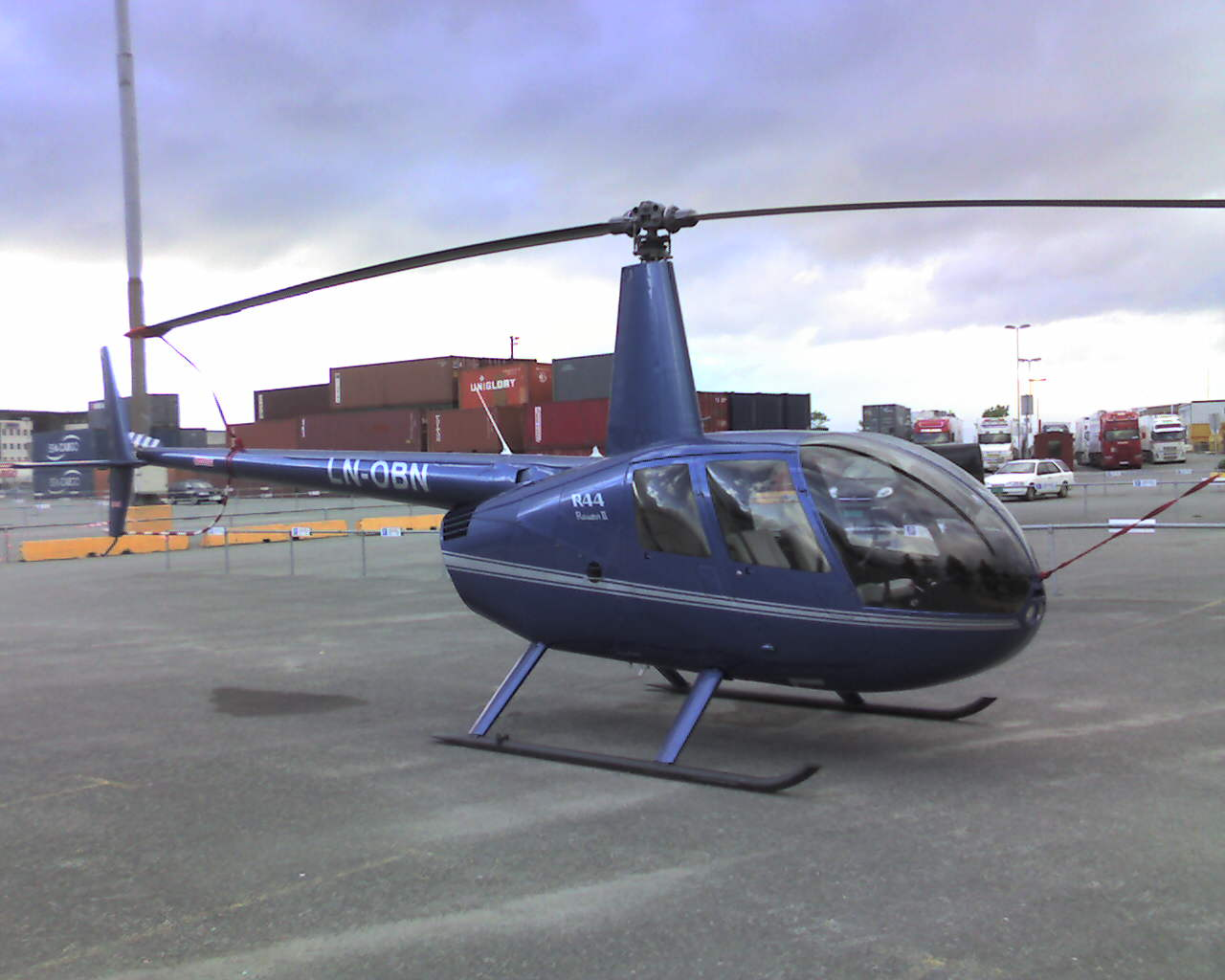
Un R44 Clipper II

Il Robinson R44 è un elicottero leggero monomotore da turismo, quadriposto e con rotore bipala, utilizzato anche come addestratore, prodotto dall'azienda statunitense Robinson Helicopter Company dal 1992 e tuttora in produzione.

## Sviluppo
Progettato negli anni ottanta da Frank D. Robinson, progettista e titolare dell'azienda, per bissare il successo del più piccolo R22, l'R44 è stato introdotto sul mercato per contrastare l'egemonia del Bell 206 con un prodotto di minor costo d'acquisto e di manutenzione.
Basato sulle esperienze acquisite sul precedente R22, l'R44 ne è la naturale evoluzione in termini di maggiore abitabilità. Negli anni di produzione ha subito un'evoluzione tecnica che lo ha portato ad adottare comandi idraulici in sostituzione dei precedenti elettroattuati ed un più parco motore ad iniezione.

## Descrizione tecnica
L'R-44 è elicottero leggero dotato di un rotore a due pale semirigide e di un rotore controrotante in coda anch'esso a due pale. 
La struttura è realizzata in tubi saldati in acciaio al cromo-molibdeno sulla quale anteriormente è montata una cabina di pilotaggio a quattro posti affiancati su due file, realizzata in fibra di vetro ed alluminio dotata di un'ampia finestratura in plexiglas. Posteriormente invece la trave di coda, gli stabilizzatori orizzontali e verticali sono costruiti interamente in alluminio. La versione normalmente prodotta prevede un paio di pattini di atterraggio o in alternativa due galleggianti per le versioni idro.

### Controlli
Anche nei controlli l'R-44 riprende la soluzione tecnica già introdotta nel primo e più piccolo modello della gamma, l'R22.
Invece di utilizzare un ciclico tradizionale composto da un'asta posta tra le ginocchia del pilota, l'R44 si avvale di un'unica "barra a T", soluzione brevettata dalla Robinson, collegata ad un'asta che emerge dalla console tra i due sedili. Questo facilita l'accessibilità ai sedili da parte degli occupanti e riduce la possibilità di causare danni in caso di brusco atterraggio. La barra è ricoperta di un materiale antiscivolo su entrambi i lati che si estende sino alla parte che scende tra le gambe.

## Versioni
- R44 Astro : prima versione prodotta, dotata di motore Lycoming O-540 a carburatori da 194 kW (260 hp)
- R44 Raven I : versione migliorata, dotata di motore Lycoming IO-540 ad iniezione da 186 kW (250 hp) e comandi idraulici
  - R44 Clipper I
- R44 Raven II
  - R44 Clipper II : versione da turismo
  - R44 IFR Trainer II : versione specifica per l'addestramento al volo strumentale dotata di strumentazione aggiuntiva.
  - R44 Police II : versione da pattugliamento urbano in uso alla polizia, dotata di faro supplementare direzionale, visori notturni ad infrarossi, monitor addizionale, apparecchiatura radio ricetrasmittente dedicata.
  - R44 Newscopter II : versione attrezzata per riprese televisive aeree

## Utilizzatori

### Civili
Australia
- AeroBlue Helicopters

1 R44 Raven II ricevuto a partire dal 2006.
- Heliflite Australia

3 R44 ricevuti a partire dal 2016.
 Francia
- AZUR Hélicoptère

3 R44 Clipper II ricevuti a partire dal 2001.
 Malaysia
- Solaire Helicopters

3 R44 in servizio tra il 2001 e il 2002.
 Svezia
- Copterflyg AB

4 R44 ricevuti a partire dal 2004.
- SWT Aero AB

1 R44 ricevuto a partire dal 2000.
 Regno Unito
- Bournemouth Helicopters Ltd

1 R44 ricevuto a partire dal 2004.
 Svizzera
- Heli Sitterdorf AG

4 R44 ricevuti a partire dal 2001.

### Governativi
Paraguay
- Policía Nacional del Paraguay

3 R44 Raven II consegnati, uno, l'A-01, perso in un incidente il 10 dicembre 2024.
 Sudafrica
- South African Police Service

7 R44 ricevuti a partire dal 2003.

### Militari
Argentina
- Gendarmería Nacional Argentina

3 R44 ricevuti a partire dal 2000.
 Bolivia
- Ejército de Bolivia

1 R44 ricevuto ad agosto 2013, perso in un incidente il 3 gennaio 2022.
- Fuerza Aérea Boliviana

6 R44 ricevuti a partire dall'agosto 2011.
 Rep. Dominicana
- Ejército Nacional de República Dominicana

2 R44 ricevuti a partire dal 2001.
- Fuerza Aérea Dominicana

3 R44 consegnati ed in servizio al giugno 2019.
 Estonia
- Eesti Õhuvägi

4 R44 consegnati a partire dal 2002.
 Filippine
- Hukbong Katihan ng Pilipinas

2 R44 in servizio a tutto il dicembre 2022.
 Giordania
- Al-Quwwat al-Jawwiyya al-malikiyya al-Urdunniyya

4 R44-II acquistati nel 2014, 4 all'inizio del 2015 e 3 tra la fine del 2015 e l'inizio del 2016.
 Libano
- Al-Quwwat al-Jawwiyya al-Lubnaniyya

6 R44 consegnati.
 Messico
- Armada de México

1 R44 ricevuto nel 2000 ed in servizio all'aprile 2019.
 Nicaragua
- Forza aerea dell'Esercito nicaraguense

1 R44 consegnato.

## Curiosità
Il robinson R44 è citato nei romanzi di Clive Cussler della serie Oregon files.

## Elicotteri comparabili
Stati Uniti
- Bell 206
- Enstrom F-28
- MD Helicopters MD 500